# Red Alert (Red Garland)
Red Alert è un album di Red Garland, pubblicato dalla Galaxy Records nel 1978. Il disco fu registrato il 2 dicembre 1977 al Fantasy Studios, Studio B di Berkeley, California (Stati Uniti).

## Tracce
Lato A
1. Red Alert – 10:34 (Nat Adderley)
2. Theme for a Tarzan Movie – 3:56 (Nat Adderley)
3. The Whiffenpoof Song – 8:21 (Tod B. Galloway, Meade Minnigerode, George S. Pomeroy, Rudy Vallee)

Lato B
1. Sweet Georgia Brown – 11:13 (Ben Bernie, Kenneth Casey, Maceo Pinkard)
2. Stella by Starlight – 5:44 (Ned Washington, Victor Young)
3. It's Impossible – 5:39 (Armando Manzanero, Bernie Wayne)

## Musicisti
- Red Garland - pianoforte
- Nat Adderley - cornetta (brani: A1, A2 e B1)
- Harold Land - sassofono tenore (brani: A1, B1 e B2)
- Ira Sullivan - sassofono tenore (brani: A1, A3 e B1)
- Ron Carter - contrabbasso
- Frank Butler - batteria